# Ratschkybad

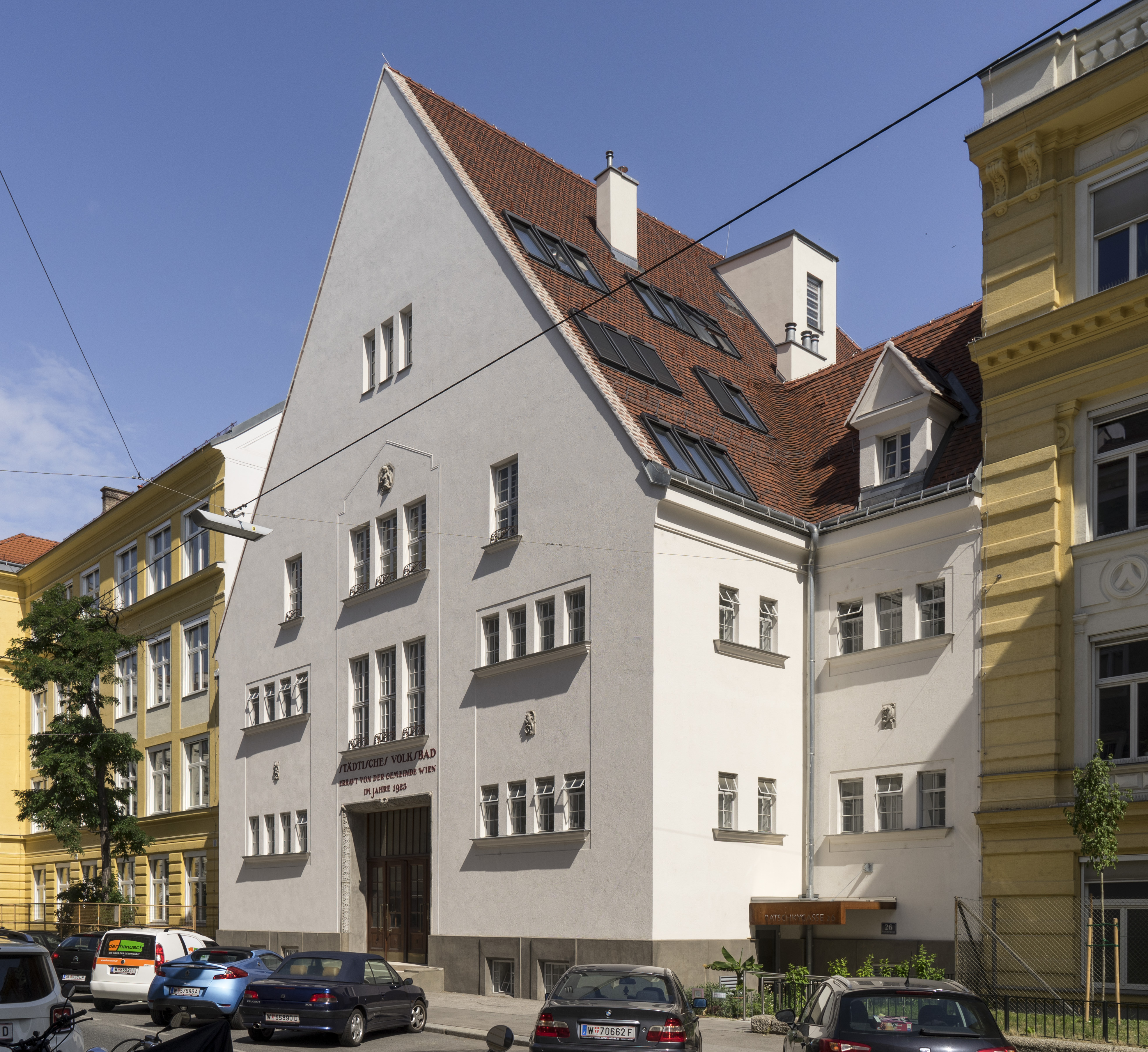
Das Ratschkybad nach Sanierung 2016

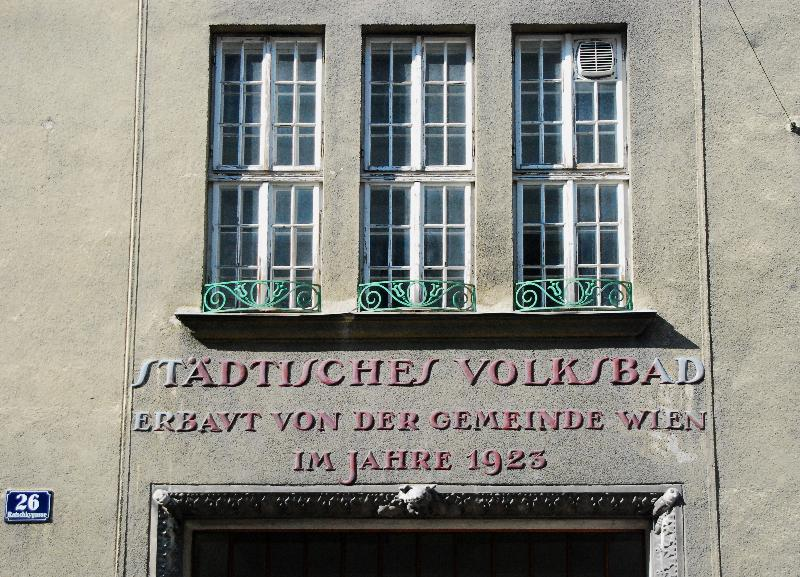
Ratschkybad

Das Ratschkybad ist ein unter Denkmalschutz befindliches und außer Betrieb stehendes Volksbad („Tröpferlbad“) im 12. Wiener Gemeindebezirk Meidling.

## Geschichte
Das städtische Volksbad in der Ratschkygasse 26 wurde zwischen 1924 und 1926 nach Plänen von Josef Bittner gemeinsam mit Hubert Gessner und Adolf Stöckl erbaut.
Noch in den letzten Jahren seines Bestandes wurden zahlreiche Sanierungs- und Modernisierungsmaßnahmen durchgeführt (1993–1995: Heizungs- und Lüftungsanlage, Warmwasserbereitung, neue Einzelbrausen; 1996: Einbau eines Dampfbades; 1998: Umstellung von Ölheizung auf Fernwärme).
Offiziell wurde das Ratschkybad im Jänner 2006 wegen eines Wasserschadens bis auf Weiteres geschlossen und unterdessen von der Magistratsabteilung (MA) 69 – Liegenschaftsmanagement zum Verkauf ausgeschrieben.

## Beschreibung
Das Bauwerk wurde mit einem Bescheid vom 29. November 1993 durch das Bundesdenkmalamt unter Denkmalschutz gestellt.
Das Ratschkybad wurde auf einer Grundfläche von 844 Quadratmetern errichtet und verfügt bei einer maximalen Gebäudehöhe von 18 Metern über eine Nutzfläche von ungefähr 1.685 Quadratmeter. Zu seiner Ausstattung gehörte ein Saunabad, eine Dampfkammer und ein Solarium. Das Brausebad bot entweder Einzelbrausen (Kabinenbrausen) oder eine Gemeinschaftsbrause (Kästchen-Brause).
Das Bad mit der hohen Giebelfassade zeigt späte Formen des Heimatstils und ist mit kleinen Reliefs verziert. Das Vestibül wurde mit rotem Marmor ausgekleidet und verfügt über einen Wandbrunnen mit dem Steinrelief „Badender“.